# Crocidura beata
Crocidura beata is een spitsmuis die voorkomt in de zuidelijke Filipijnen, op de eilanden Biliran, Bohol, Camiguin, Leyte, Maripipi en Mindanao. Deze soort komt alleen voor in bossen, vooral op grotere hoogte. Deze soort eet geleedpotigen.

## Kenmerken
C. beata is een kleine spitsmuis. Op de staart zitten slechts weinig en korte, zachte uitstekende haren. De totale lengte bedraagt 127 tot 163 mm, de staartlengte 52 tot 75 mm, de achtervoetlengte 12 tot 17 mm, de oorlengte 8 tot 11 mm, het gewicht 9 tot 11 g en de schedellengte 20,0 tot 21,7 mm. Het karyotype bedraagt 2n=38.